# Seitenrefraktion
Als Seitenrefraktion wird in der Geodäsie und Meteorologie eine irreguläre, seitliche Ablenkung des Lichtstrahls bezeichnet. Sie kann Messergebnisse zwar nur geringfügig, aber systematisch verfälschen.
Mit Seitenrefraktion muss man beispielsweise in Tunneln und in Bergwerken rechnen, sie spielt aber auch bei Präzisionsmessungen unter starker Sonneneinstrahlung oder in thermisch belasteten Maschinenhallen eine Rolle.
Während die vertikale Strahlenbrechung eine normale Erscheinung ist – siehe terrestrische Refraktion – und durch meteorologische Formeln gut erfassbar ist, stellt die Seitenrefraktion eine Anomalie dar, die nur mit größerem Aufwand berechnet werden kann. Sie entsteht durch einen horizontalen Gradienten der Lufttemperatur, der meist von erwärmten Bauteilen herrührt, die nahe am Visurstrahl liegen.
In der Astronomie ist der Effekt unter der Bezeichnung Saalrefraktion bekannt, er entsteht durch ungleiche Temperatur in der Kuppel einer Sternwarte. Auch in freier Luft kann eine seitliche Refraktion entstehen, wenn die Schichten gleicher Luftdichte nicht horizontal liegen. Über verschieden temperierten Berghängen kann dieser Effekt als "Zenitrefraktion" zwar höchstens 0,5" erreichen, bei flachen Höhenwinkeln jedoch auch größere Beträge.
Um die Wirkung möglicher Seitenrefraktionen zu verringern, werden Präzisionsmessungen in der Astrogeodäsie und Astrometrie im Regelfall mehrfach wiederholt, nach Möglichkeit unter verschiedenen Wetterlagen. In Tunneln oder bei einseitig erhitzten Bauwerken sind entsprechende Vorkehrungen jedoch aufwendiger. Teilweise lassen sich systematische Fehler auch durch eingehende Analysen der Messresultate erkennen.